# Snuffy Stirnweiss
George Henry Stirnweiss (Nueva York, Nueva York, 26 de octubre de 1918-Bahía de Newark, Nueva Jersey, 15 de septiembre de 1958), más conocido como Snuffy Stirnweiss, fue un jugador profesional estadounidense de béisbol que se desempeñó en la posición de segunda base en las Grandes Ligas de Béisbol (MLB).

## Carrera
Stirnweiss jugó como profesional ocho temporadas en New York Yankees (1943-1950), después pasó a St. Louis Browns (1950), luego a Cleveland Indians, donde jugó dos temporadas (1951-1952), y fue el equipo en el que se retiró.

## Títulos
Fue campeón de bateo de la Liga Americana en una oportunidad (1945).